# Nottingham University HC
Nottingham University HC är en handbollsklubb från Nottingham i England. Nottingham University HC spelar 2011 i National League 1.